# Rio Aiari
Rio Aiari är ett vattendrag i Brasilien.   Det ligger i delstaten Amazonas, i den nordvästra delen av landet, 3 000 km nordväst om huvudstaden Brasília.
I omgivningarna runt Rio Aiari växer i huvudsak städsegrön lövskog. Trakten runt Rio Aiari är nära nog obefolkad, med mindre än två invånare per kvadratkilometer.